# Iso suomen kielioppi
Iso suomen kielioppi (literalment "La gran gramàtica del finès") és un manual de referència de la gramàtica de la llengua finesa. El va publicar el 2004 la Societat de Literatura Finesa i fins ara és l'obra més completa del seu tema. Està escrit en col·laboració per destacats acadèmics de la llengua finesa: Auli Hakulinen, Maria Vilkuna, Riitta Korhonen, Vesa Koivisto, Tarja-Riitta Heinonen i Irja Alho. Aquest llibre de 1.698 pàgines es diferencia de gramàtiques anteriors pel seu enfocament descriptiu i per descriure el finès parlat a més del Finès estàndard o literari..
L'obra sencera també està disponible lliurement en línia.